# Gobemouche du Cachemire
Ficedula subrubra
Espèce
Statut de conservation UICN

 VU B1ab(i,ii,iii,iv,v) : Vulnérable
Le Gobemouche du Cachemire (Ficedula subrubra) est une espèce de passereaux de la famille des Muscicapidae.

## Répartition
Cet oiseau niche en dans le Nord-Ouest de l'Himalaya, dans le Cachemire de l'Inde et du Pakistan. Elle passe l'hiver dans le centre du Sri Lanka et dans l'ouest des Ghâts occidentaux.